# Елизабет фон Кверфурт
Елизабет фон Кверфурт (на немски: Elisabeth von Querfurt; * ок. 1380, Кверфурт; † 1452) е графиня от род Кверфурт-Наумбург и чрез женитби господарка на Хадмерслебен-Егелн и княгиня на Анхалт-Цербст и Анхалт-Кьотен.

## Биография
Тя е най-малкото дете, дъщеря на граф Гебхард IV фон Кверфурт-Наумбург (XIV) († 1383) и третата му съпруга графиня Мехтилд (Юта) фон Шварцбург-Бланкенбург († 1370/1372), дъщеря на граф Хайнрих XII фон Шварцбург-Бланкенбург-Зондерсхаузен († 1372) и графиня Агнес фон Хонщайн-Зондерсхаузен († 1382/1389). Брат ѝ Протце фон Кверфурт († 16 юни 1426) е убит в битката при Аусиг. По-голямата ѝ сестра Юта (Бригита) фон Кверфурт († сл. 1411) се омъжва през 1386 г. за княз Зигисмунд I фон Анхалт-Цербст († 1405). По-малка полусестра е на Албрехт IV фон Кверфурт, архиепископ на Магдебург (1383 – 1403), и на Буркхард фон Кверфурт, епископ на Мерзебург (1382 – 1384).
Елизабет фон Кверфурт умира през 1452 г. и е погребана в манастир Козвиг.

## Фамилия
Първи брак: пр. 1416 г. с Конрад (Курт) фон Хадмерслебен, господар на Егелн († 29 ноември 1416), син на Ото фон Хадмерслебен-Егелн († сл. 1390) и графиня София фон Вернигероде († сл. 1363). Те имат една дъщеря:
- София фон Хадмерслебен († сл. 1440), омъжена I. 1420 г. за княз Валдемар фон Анхалт-Кьотен († 1456), II. за княз Албрехт V фон Анхалт-Цербст († ок. 1469)

Втори брак: преди 4 февруари 1419 г. с княз Албрехт VI фон Анхалт-Кьотен († 1423), вторият син на княз Йохан II фон Анхалт-Цербст (1341 – 1382) и съпругата му Елизабет фон Хенеберг (1351 – 1420). Тя е втората му съпруга. Двамата имат децата:
- Албрехт VI († 9 януари 1475), княз на Анхалт-Кьотен (1473 – 1475), женен в Алслебен на 27 март 1454 г. за Елизабет фон Мансфелд († 18 септември 1482 в Кверфурт), дъщеря на граф Гюнтер II фон Мансфелд
- София фон Анхалт-Кьотен, омъжена сл. 20 януари 1455 г. за граф Гюнтер VI фон Барби-Мюлинген (* 1417; † 19 ноември 1493), син на граф Буркхард IV фон Барби-Мюлинген († 1420) и принцеса София фон Анхалт-Цербст († 1419), дъщеря на княз Зигисмунд I фон Анхалт-Цербст
- Дитбург фон Анхалт-Кьотен († ok. 12??, млада), омъжена за граф Гюнтер III фон Шварцбург-Кефернбург († 1218), син на граф Гюнтер II фон Шварцбург–Кефернбург († 1197) и първата му съпруга Гертруд фон Ветин-Майсен († пр. 1180)